# Кведа Ілемі
Кведа Ілемі (груз. ქვედა ილემი) — село в Грузії.
За даними перепису населення 2014 року в селі проживає 525 особи.